# Леймани (Екабпилсский край)
Ле́ймани (латыш. Leimaņi) — населённый пункт в Екабпилсском крае Латвии. Входит в состав Лейманской волости (центр — село Межгале). Находится у региональной автодороги P72 (Илуксте — Бебрене — Биржи). Расстояние до города Екабпилса составляет около 28 км. По данным на 2016 год, в населённом пункте проживало 103 человека.

## История
В советское время населённый пункт был центром Лейманского сельсовета Екабпилсского района.